# ريد س. رولينز
ريد س. رولينز (بالإنجليزية: Reed C. Rollins)‏ هو عالم نبات أمريكي، ولد في 7 ديسمبر 1911 في ليمان في الولايات المتحدة، وتوفي في 28 أبريل 1998 في كامبريدج في الولايات المتحدة.